# PAW Patrol - Il film
PAW Patrol - Il film (PAW Patrol: The Movie) è un film del 2021 diretto da Cal Brunker. 
È basato sulla serie televisiva animata PAW Patrol creata da Keith Chapman.

## Trama
Ryder e i suoi cuccioli sono stati chiamati dalla cagnolina Liberty ad Adventure City per fermare il sindaco Humdinger, con il suo obiettivo di trasformare la frenetica metropoli in uno stato di caos.

## Distribuzione
Il film è stato distribuito nelle sale cinematografiche dal 8 agosto 2021 in Vue Leicester Square, dal 20 agosto negli Stati Uniti e in Canada e dal 23 settembre, un mese dopo, in Italia.